# Урги
Урги (грец. Οὖργοι) — сарматська етногрупа, згадана Страбоном разом з царськими сарматами та язигами в контексті опису підготовки Мітрідата VI Євпатора до війни з Римом. Усі три групи Страбон локалізує у межиріччі Дунаю та Дніпра (Географія, VII, 3, 17). Будь-які інші відомості щодо ургів наразі відсутні.
Перелічені Страбоном три групи сарматів викликають асоціації зі скіфською ордою, де місце скіфів-царських (паралатів) посідають сармати-царські (сайї ?), авхатів — урги, сармати-язиги — катіарів та траспіїв.

## Етимологія етноніму
- грец. Οὖργοι < д.ір.*urga — «потужний, сильний»;[2]
- грец. Οὖργοι < д.ір.*vŗka — «вовк».[3]